# Batalla de Charleroi
La batalla de Charleroi (en francés: bataille de Charleroi), también llamada batalla del Sambre (1914), fue una batalla librada el 21 de agosto de 1914 entre las fuerzas armadas alemanas y francesas; la batalla se produjo dentro del marco de la Primera Guerra Mundial; los franceses estaban planeando un ataque a través del río Sambre, cuando los alemanes lanzaron un ataque; los alemanes finalmente salieron victoriosos.

## Desarrollo de la batalla

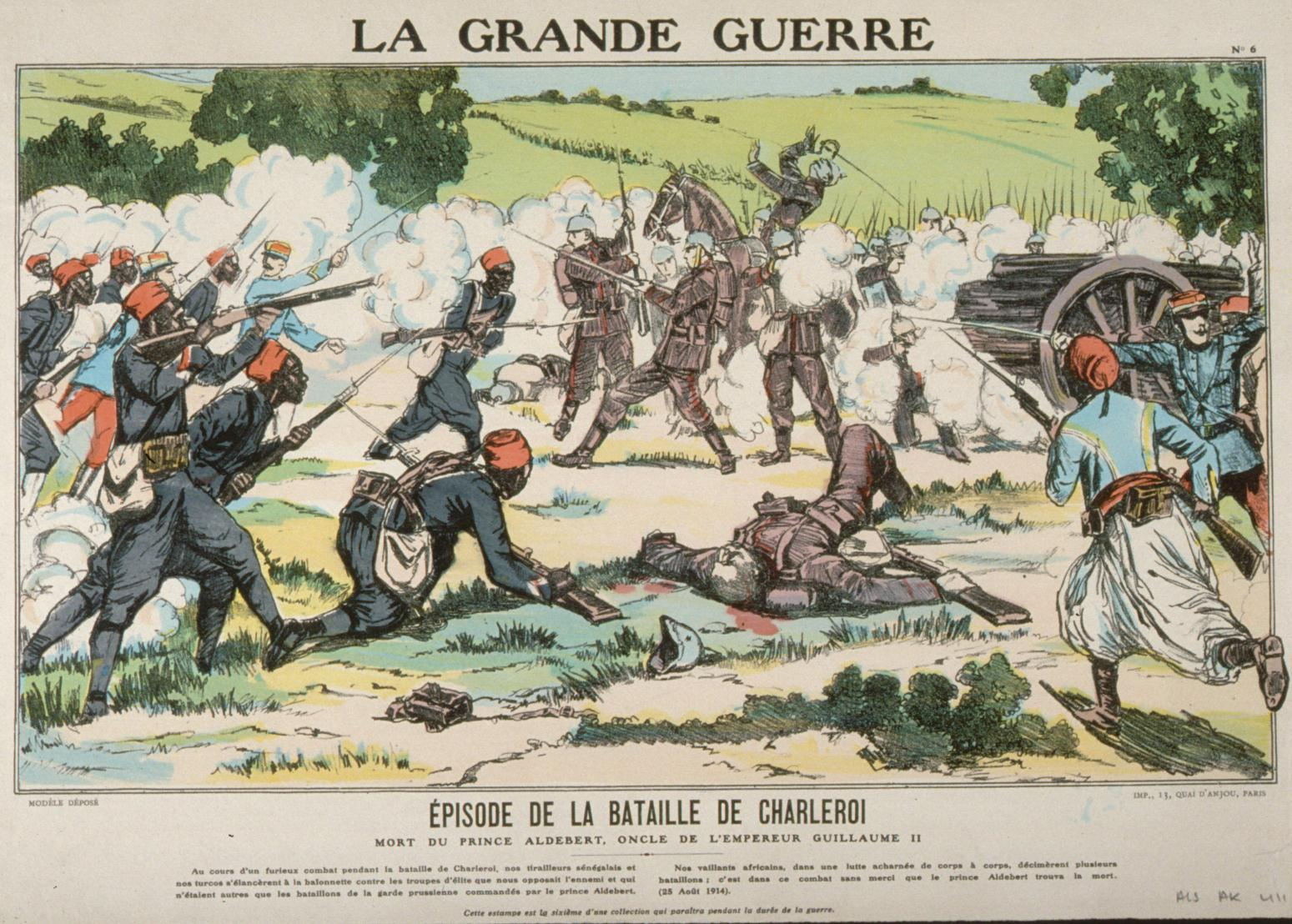
Imagen que representa la Batalla de Charleroi.

Tras la invasión alemana de Francia en los compases de la Primera Guerra Mundial, el 20 de agosto de 1914, el general francés Lanrezac al mando del 5.º Ejército, había empezado a concentrar tropas en un frente de 40 kilómetros a lo largo del río Sambre a su paso por Charleroi. En su flanco izquierdo se encontraba un cuerpo de caballería al mando del general Sordet y la Fuerza Expedicionaria Británica en Mons. Fue entonces cuando Lanzerac, con su 5.º Ejército formado por 15 divisiones debilitadas por el traslado de tropas para defender Lorena, se enfrentó a las 38 divisiones alemanas que componían el 2.º y 3.º Ejército alemán, al mando del general Karl von Bülow.
El 2.º Ejército alemán inició la batalla con varios ataques sobre el Sambre, estableciendo dos cabezas de puente que la escasa artillería francesa no pudo destruir. El 22 de agosto, Bülow atacó con 3 cuerpos de ejército directamente con el frente del 5.º Ejército. La lucha continuó hasta el 23 de agosto, cuando el centro del frente francés se vio obligado a retroceder.
Mientras tanto, el 3.º Ejército había logrado cruzar el río Mosa, lanzando un ataque frontal contra el flanco derecho francés. Lanrezac ordenó la retirada general de los restos del 5.º Ejército ante el avance del 3.º Ejército alemán que amenazaba con cortar sus líneas de suministro, lo cual hubiera supuesto el cerco y aislamiento de los franceses. 
La retirada salvó al ejército francés de sufrir una derrota mucho mayor, pues impidió el envolvimiento de los franceses tal como estaba previsto en el Plan Schlieffen alemán. Esta derrota, unida a la sufrida en la batalla de San Quintín de 1914,
empujó a los franceses a pocos kilómetros de París.